# Aire d'attraction de Saint-Pourçain-sur-Sioule
L'aire d'attraction de Saint-Pourçain-sur-Sioule est un zonage d'étude défini par l'Insee pour caractériser l’influence de la commune de Saint-Pourçain-sur-Sioule sur les communes environnantes. Publiée en octobre 2020, elle se substitue à l'aire urbaine de Saint-Pourçain-sur-Sioule, qui comportait 3 communes dans le zonage de 2010.

### Carte

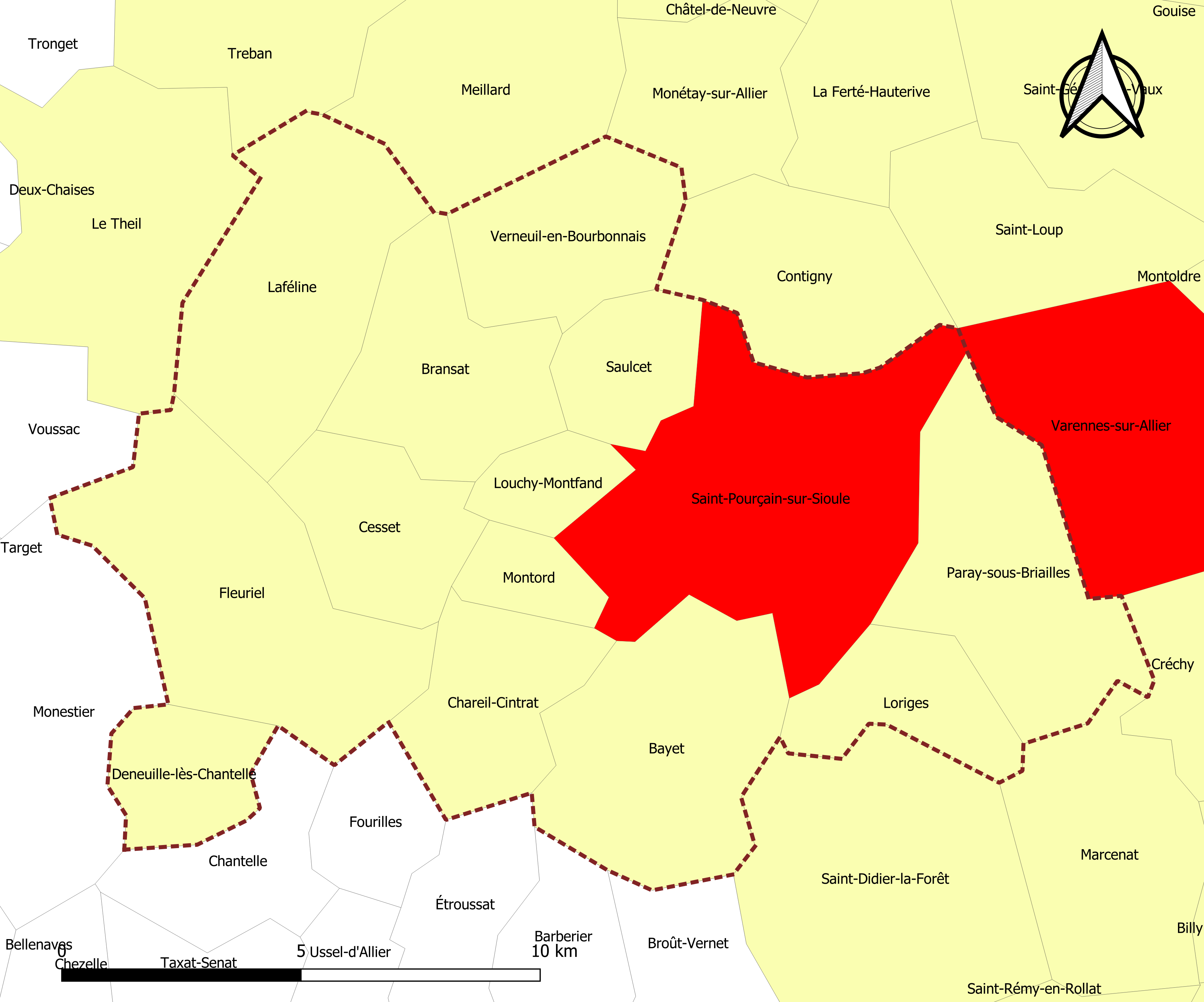
Carte de l'aire d'attraction de Saint-Pourçain-sur-Sioule.
Commune-centre
Commune de la couronne

## Définition
L'aire d'attraction d'une ville est composée d’un pôle, défini à partir de critères de population et d’emploi ainsi que d’une couronne constituée des communes dont au moins 15 % des actifs travaillent dans le pôle. Le pôle d’attraction constitue ainsi un point de convergence des déplacements domicile-travail,.

## Géographie
L’aire d'attraction de Saint-Pourçain-sur-Sioule est une aire intra-départementale qui comporte 14 communes dans l'Allier. 

### Composition communale
| Nom                                        | Code Insee | Département | Statut                 | Superficie (km2) | Population (dernière pop. légale) | Densité (hab./km2) | Modifier                                    |
| ------------------------------------------ | ---------- | ----------- | ---------------------- | ---------------- | --------------------------------- | ------------------ | ------------------------------------------- |
| Saint-Pourçain-sur-Sioule (commune-centre) | 03254      | Allier      | commune-centre         | 35,67            | 4 894 (2022)                      | 137                | modifier les données · modifier les données |
| Bayet                                      | 03018      | Allier      | commune de la couronne | 22,58            | 673 (2022)                        | 30                 | modifier les données · modifier les données |
| Bransat                                    | 03038      | Allier      | commune de la couronne | 15,52            | 529 (2022)                        | 34                 | modifier les données · modifier les données |
| Cesset                                     | 03049      | Allier      | commune de la couronne | 12,19            | 428 (2022)                        | 35                 | modifier les données · modifier les données |
| Chareil-Cintrat                            | 03059      | Allier      | commune de la couronne | 12,77            | 385 (2022)                        | 30                 | modifier les données · modifier les données |
| Deneuille-lès-Chantelle                    | 03096      | Allier      | commune de la couronne | 8,21             | 93 (2022)                         | 11                 | modifier les données · modifier les données |
| Fleuriel                                   | 03115      | Allier      | commune de la couronne | 28,05            | 339 (2022)                        | 12                 | modifier les données · modifier les données |
| Laféline                                   | 03134      | Allier      | commune de la couronne | 23,10            | 183 (2022)                        | 7,9                | modifier les données · modifier les données |
| Loriges                                    | 03148      | Allier      | commune de la couronne | 9,48             | 354 (2022)                        | 37                 | modifier les données · modifier les données |
| Louchy-Montfand                            | 03149      | Allier      | commune de la couronne | 5,33             | 406 (2022)                        | 76                 | modifier les données · modifier les données |
| Montord                                    | 03188      | Allier      | commune de la couronne | 4,44             | 209 (2022)                        | 47                 | modifier les données · modifier les données |
| Paray-sous-Briailles                       | 03204      | Allier      | commune de la couronne | 22,18            | 615 (2022)                        | 28                 | modifier les données · modifier les données |
| Saulcet                                    | 03267      | Allier      | commune de la couronne | 7,98             | 651 (2022)                        | 82                 | modifier les données · modifier les données |
| Verneuil-en-Bourbonnais                    | 03307      | Allier      | commune de la couronne | 14,14            | 237 (2022)                        | 17                 | modifier les données · modifier les données |

## Démographie
Cette aire est catégorisée dans les aires de moins de 50 000 habitants, une catégorie qui regroupe 12,2 % de la population au niveau national,.